# Karl von Böhlendorff-Kölpin

Karl von Böhlendorff-Kölpin

Karl Franz Alexander von Böhlendorff-Kölpin (* 2. September 1855 in Stettin; † 30. Mai 1925 in Kölpin) war Rittergutsbesitzer und Mitglied des Deutschen Reichstags.

## Leben
Karl von Böhlendorff-Kölpin war der einzige Sohn des Assessors August Kölpin, der von dem Provinzialsteuerdirektor Karl Ludwig Böhlendorff (* 1767; † 1855) adoptiert wurde und 1856 mit dem Namen von Böhlendorff-Kölpin in den preußischen Adelsstand erhoben wurde. Er besuchte das Königliche Wilhelms-Gymnasium in Berlin, danach das Kadettenkorps und die Königliche Kriegsakademie. 1875 war er Leutnant im Husaren-Regiment „von Zieten“ in Rathenow. 1881 reiste er nach Afrika und nahm dort im 13. Marschregiment an der französischen Expedition in Tunesien teil. 1883 unternahm er eine Reise ins Innere der Türkei. Bis 1886 besuchte er die Kriegsakademie, 1887 war er Adjutant der 7. Kavallerie-Brigade in Magdeburg und 1888 wurde er zum Großen Generalstab kommandiert. 1890 war er kommandiert zur Gesandtschaftsreise nach Fès in Marokko, 1891 wurde er Rittmeister und Eskadronchef. 1895 erbat er den Abschied behufs Übernahme des väterlichen Gutes in Regezow. Er war Major a. D., Amtsvorsteher, Mitglied des Kreistags und Kreisausschusses, Landschaftsdeputierter und Mitglied des Bezirks- und Landes-Eisenbahnrats. Regezow, das seit etwa 1850 seiner Familie gehörte, ließ er nach seinem Familiennamen in „Kölpin“ umbenennen.
Von 1899 bis 1918 war Mitglied des Preußischen Hauses der Abgeordneten und Mitglied des Reichstages für den Wahlkreis Regierungsbezirk Stettin 2 (Ueckermünde, Usedom-Wollin) und die Deutschkonservative Partei von 1903 bis 1907 und von 1912 bis 1918. Bei der 1910 notwendig gewordenen Reichstagsersatzwahl im Wahlkreis Ueckermünde-Usedom-Wollin verlor er in der Stichwahl gegen den Sozialdemokraten Alexander Kuntze.
1905 unternahm er eine Studienreise nach Togo und Kamerun und 1906 nach China und Japan. Er war Träger des Roten Adlerordens IV. Klasse, des Kronenordens IV. Klasse und des Persischen Sonnen- und Löwenordens und Nichan-Jftikarordens.
Am 27. März 1889 vermählte er sich in Berlin mit Hildegard Maria Bertha Eugenie Gräfin Moltke (geb. in Hannover 1870), einer Tochter des Grafen Waldemar Friedrich Karl Detlev Moltke (1842–1878) und der Brunhilda geb. Freiin von Hurter (geb. 1847). Die Ehe blieb kinderlos.